# 1ª Sezione SVA
La 1ª Sezione SVA del Servizio Aeronautico del Regio Esercito dal dicembre 1917 vola con aerei Ansaldo S.V.A.

## Storia
Alla fine di ottobre 1917 arrivano i primi 2 Ansaldo S.V.A. del Tenente Natale Palli e del Sergente Bartolomeo Arrigoni a Castenedolo (poi Aeroporto di Brescia-Montichiari) aggregati alla 75ª Squadriglia caccia. La 1ª Sezione SVA monoposto da ricognizione nasce nel dicembre 1917 inquadrata nel III Gruppo (poi 3º Gruppo caccia terrestre) per la 1ª Armata (Regio Esercito). In seguito passa in carico alla 71ª Squadriglia caccia del Campo di aviazione di Sovizzo per il XVI Gruppo. Il 4 gennaio 1918 Palli ed Arrigoni bombardano la stazione ferroviaria di Bolzano ed il 18 gennaio la sezione dispone di 4 piloti, tra cui il Capitano Giulio Palma di Cesnola e 5 SVA.
Il 20 febbraio 4 SVA con Palma, Palli, Arrigoni ed il Sottotenente Giorgio Orsini bombardano Innsbruck ed in marzo la sezione va al Campo di aviazione di Verona-Tombetta. Il 12 maggio la sezione va a Ganfardine (poi Aeroporto di Verona-Villafranca) al comando del Capitano Palli che dispone di altri 4 piloti tornando nel III Gruppo. In giugno il comando interinale passa al Ten. Umberto Venturini e poi al Ten. Aldo Finzi che in settembre dispone di 3 SVA operativi ed altri 6 piloti. In ottobre arrivano degli SVA biposto ed un osservatore ed al 4 novembre dispone di 3 aerei.
Nel gennaio 1919 dispone di 4 SVA 10, 5 piloti e 5 osservatori e nel marzo entra nella 31ª Squadriglia.